# Kroniekschrijver
Een kroniekschrijver of chroniqueur is een schrijver die historische of actuele feiten verzamelt en opschrijft, in principe in een chronologische volgorde.

## Omschrijving
Het schrijven van een kroniek houdt in dat het om een dagelijkse of toch met grote periodiciteit beoefende bezigheid gaat, waarbij men feiten en gebeurtenissen noteert die zich voordoen en waarvan men zelf meestal de getuige is of ze uit goede bron verneemt. Het gaat dus om een vorm van een dagboek, maar dan over algemene zaken die verder reiken dan het uitsluitend persoonlijke leven.
Dit onderscheidt dan ook de kroniek van het dagboek, dat, eveneens op basis van dagelijkse aantekeningen, meer persoonlijke informatie of bespiegelingen bevat, terwijl de kroniek het reilen en zeilen van een gemeenschap, een buurt, een stad, een land beschrijft. 
De kroniek onderscheidt zich ook van de memoires, omdat deze een terugblik inhouden op het eigen leven en op feiten en gebeurtenissen die zich tijdens dit leven hebben voorgedaan, terwijl de kroniek overwegend het optekenen inhoudt van gebeurtenissen op het ogenblik waarop ze plaatsvinden.
Een overgroot deel van wat men weet over de gebeurtenissen uit de eerste eeuwen van onze tijdrekening, en dit minstens tot aan de opkomst van de boekdrukkunst, heeft men te danken aan de kroniekschrijvers. Het waren vaak monniken die enerzijds de gebeurtenissen binnen de kloostermuren beschreven, maar ook veel ruimer de gebeurtenissen optekenden waarvan ze getuige waren of waarover ze iets vernamen.
In dit opzicht waren de kroniekschrijvers de eerste historici. Hun aantekeningen legden talrijke feiten en gegevens vast, die anders zouden zijn verloren gegaan. Uiteraard waren ze afhankelijk van de accuraatheid waarmee gegevens werden meegedeeld en waarmee ze die optekenden. De preciesheid, de kritische geest en de onpartijdigheid die een historicus moet kenmerken, waren niet altijd (meestal zelfs niet) aanwezig bij een kroniekschrijver. Het komt dan ook aan latere geschoolde historici toe om kronieken te onderwerpen aan de historische kritiek en er het waarheidsgehalte en de betrouwbaarheid van te meten.

## In België
Een typisch voorbeeld van vroege, bijna uur na uur opgetekende verslaggeving, is het relaas door Galbert van Brugge van de moord op graaf Karel de Goede in 1127.
In de volgende eeuwen waren de kroniekschrijvers talrijk, en werden ze een officieel onderdeel van elke georganiseerde koninklijke of prinselijke administratie. De Bourgondische hertogen waren er bijzonder op gesteld alle gebeurtenissen aan hun hof of in hun rijk, door dagelijkse aantekeningen voor het nageslacht te bewaren.

## In Spanje
Spanje lijkt het enige land te zijn waar, tot op vandaag, het schrijven van een kroniek, plaatselijk of landelijk, een vorm van officiële status heeft
Als officiële kroniekschrijver (Spaans: cronista) wordt vaak een persoon aangesteld die zich heeft onderscheiden door zijn of haar inspanningen om bevolkingsgerelateerde kwesties te bestuderen, te onderzoeken en te verspreiden. Als het om een gemeentelijk kroniekschrijver gaat, vindt de benoeming plaats bij onderling akkoord door het gemeentebestuur in de plenaire vergadering (gewone of buitengewone). De benoeming is van oudsher gebaseerd op de principes van een eervolle, onbetaalde en levenslange aanstelling. De benoeming impliceert tevens de aanstelling als ere-gemeenteraadslid.